# حي الثورة (المكلا)
حي الثورة هو أحد أحياء مدينة المكلا في محافظة حضرموت اليمنية. يبلغ تعداد سكانه 21568 نسمة حسب التعداد السكاني في اليمن لعام 2004.